# 오구즈어파

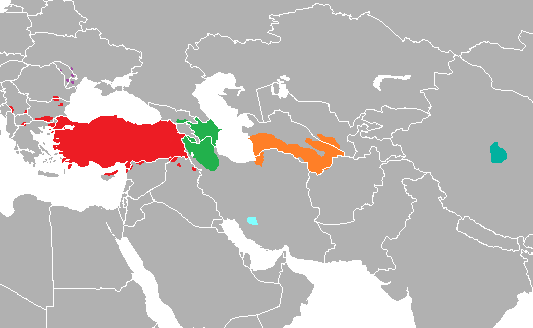

오구즈어파(Oghuz languages)는 튀르크어족의 한 분파로, 튀르키예어, 아제르바이잔어, 투르크멘어 등의 거대 언어가 속해있어 화자 수는 1억명을 넘는다. 이름은 튀르크족의 한 분파인 오구즈족에서 유래되었고, 이들 민족의 성립과 함께 분리되어 발전한 것으로 여겨진다.

## 하위분류
오구즈어파의 언어들은 언어학적 특징 및 지리적 분포에 따라 크게 서부, 동부, 남부의 언어로 나뉜다. 다만 중국 칭하이에 분포한 살라르어는 흔히 오구즈어파가 아닌 독자적인 별개 언어로 간주된다.
- 오구즈어파
  - 서부 오구즈어군
    - 튀르키예어
    - 아제르바이잔어
    - 가가우즈어
    - 발칸 튀르키예어
    - 오스만 튀르크어†
    - 페체네그어†
    - 이라크 투르크멘 튀르크어

  - 동부 오구즈어군
    - 투르크멘어
    - 호라산 튀르크어군

  - 남부 오구즈어군
    - 카슈카이어

  - 살라르어

## 같이 보기
- 튀르크어족
- 오구즈